# 三無 (香港)
三無是香港獨特社會現象，在2008年開始出現。三無指無綜援、無公屋和無交稅（或沒有公屋，沒有綜援和沒有獨立電錶）的低收入住戶。

## 概述
三無並非公屋住戶。部份三無已申請公屋，並正在輪候中，一般家庭要等三年左右，個人申請則需要更長時間，甚至超過十年。部份三無則不符合公屋申請資格，理由是居港未滿七年、部份家庭成員未獲單程證來港、收入超過申請入息限額、他（們）的公屋被其他家庭成員佔用、過往曾申請政府資助買樓或獲得政府賠償等。
三無並沒有領取綜援、傷殘津貼或生果金，他們大都是一些有工作的家庭。另見在職貧窮。
三無全部都是住在板套房（即板間房、套房、天台屋、閣樓、梗房）的住戶，他們並非電力公司直接用戶，電費由業主（或房東）代收，他們繳付的電費比一般住戶貴三至五成不等。住在板套房的住戶都是租客或二房東，而非業主。
全港的板套房集中在幾個舊區，例如觀塘、土瓜灣、深水埗、西環、葵涌和荃灣等，各區有不同的特色，觀塘是市區重建的重點區域，土瓜灣受沙中線影響，西環則受西港島綫影響，所以舊樓業主多等待地產商收購，而荃灣則是新來港人士聚居的地方，交通方便，對住屋有很大的需求，荃灣並非市區重建的地區，舊樓業主便將單位改建套房，租金收入可多兩、三倍，間接鼓勵更多舊樓業主將舊單位改建套房。2004年7月9日，「業主與租客（修訂）條例」通過，加速了套房的出現。

## 政府措施
2008年2月，香港財政預算案公布，政府提出向全港電力公司用戶發放1800元電費津貼，代全港公屋住戶繳付租金和差餉，以紓解民困，可是有關政策並沒有照顧到住在舊區板間房、套房、閣樓、天台屋、梗房的居民。2009年香港政府建議派慳電膽券，「三無」人士同樣未能受惠。
多年來，「板套房」的居民一直都有向政府當局反映他們的處境，行政長官亦在其施政報告中提到，紓困措拖沒有照顧到「三無」人士。

## 三無、四無、五無的不同定義
2008年初，香港社會開始提出「三無」、「四無」、「五無」人士的慘況，對「三無」、「四無」、「五無」人士有不同的定義。
「五無」人士指：無工作、無樓（非業主）、無綜援、無公屋、無生果金的人士，亦有指「五無」是：無綜援、無生果金、無強積金補助（月入超過一萬）、無交稅（退稅）和無在學兒童（無學券），亦有指「五無」是：無強積金補助、無交稅、無生果金、無在學兒童、無獨立電錶，亦有指「五無」人士定義為：無老人、無兒童、無綜援、無公屋和無獨立電錶的人士，亦有指「五無」人士定義為：無綜援、無交稅、無差餉（非業主）、無減租（非公屋）和無獨立電錶的人士。其實，「無差餉」和「無獨立電錶」是重覆的描述，因為後者都是租客，都不用交差餉。
「四無」的定義比較清楚，指無工作、無物業、無綜援、無公屋的人士，另一個定義是無公屋、無電錶、無綜援、無強積金補助。
「三無」的定義有兩個：無綜援、無公屋和無交稅，或無綜援、無公屋和無獨立電錶。前者指全港租住私人樓宇並不用交租和沒有領取綜援的人士，後者指全港租住板套房並不用交租和領取綜援的人士。其實，板套房是低收入人士居住的地方，幾乎所有人都不用交稅。
.

## 板套房住戶面對的問題
板套房住戶除了面對「派糖」不公平之外，還面對多方面的問題，例如：
1. 電費開支比一般住戶大，每度電電費比一般電力公司用戶貴三至五成；
2. 水費開支比一般用戶大，每立方米食水比一般用戶貴一倍至數倍；
3. 由於沒有競爭，上網費開支比一般住戶大；
4. 單位面積細，板間房面積由六十多平方呎至一百多平方呎不等，套房面積由六十多平方呎至二百平方呎不等；
5. 單位呎租貴，部份單位呎租己達同區豪宅水平[12]；
6. 單位改建不乎合「建築物條例」規定，例如改建沒有向屋宇署申請，廁所沒有窗，改建開放式廚房，大門及廚房門使用不合規格物料等；
7. 單位改建不乎合「建築物規劃規例」的規定，例如每間房沒有足夠的通風和透光窗戶；
8. 單位改建不符合「氣體安全條例」規定，例如儲存過多氣體燃料；
9. 單位電力供應不符合安全標準，例如一個單位只有三、四個插座；
10. 單位結構及安全有問題，例如經常有石屎剝落，樓宇重量超過樓宇的負荷；
11. 單位衞生問題，例如廚房和廁所於同一個房間內，很多老鼠和蟲蟻等。

## 套房住戶與公屋住戶的比較
套房不論在財政預算派糖、面積、呎租、管理、保障、水、電及上網費等，都在公屋住戶之下。以下將比較荃灣舊區套房（擁有獨立廚廁）和附近兩條公共屋邨－－福來邨和石圍角邨，數字乃2009年數字。
| 公屋 | 比較項目         | 套房 |
| --- | ---------------- | --- |
| 福來邨四人單位租金（355呎）$1345 大窩口邨四人單位租金（380呎）$1,280                                                                                | 租金             | 租金介乎$1,700-$3,800                                                                                     |
| 每呎$3.4 - $3.8左右 | 呎租             | 套房：$17.40（平均）                                                                                      |
| 不超過16.8% | 租金佔入息比例   | 未有統計                                                                                                  |
| 每人最少7平方米（75.4平方呎） | 平均每人居住面積 | 套房（家庭）：24 - 52平方呎                                                                               |
| 2007年8月，租金下調11.6%， 並凍租28個月 | 租金加幅         | 沒有統計                                                                                                  |
| 租金佔收入比例18.51%至25%，可獲減 收四分一租金；若租金佔收入比例超 過25%，可獲減租一半                                                              | 租金援助計畫     | 沒有 |
| 除非收入和資產同時嚴重超出限額，否 則可以一世居住在公屋 可透過部份人退出公屋戶籍，以保住其 餘人的公屋戶籍 公屋扣分制下，如被扣超過15分將被勅 令遷出 | 租住權保障       | 受《業主與租客（修訂）條例》保障， 業主可以於租約完結時任意加租，或 要求租客立即遷出而無須任何理由或 賠償 |
| 每4個月首12立方米──免費 次31立方米──每立方米$5.59 次19立方米──每立方米$7.88 其後每立方米$10.48                                                      | 水費             | 每立方米──$10-$12                                                                                         |
| 用免費鹹水或免費淡水沖廁 | 沖廁             | 用收費食水沖廁                                                                                            |
| 2008年10月，電費下調3% 首400度電，每度$0.867 其後600度電$0.930 其後800度電$0.988 超過1800度電$1.065 （包括燃料附加費及回贈）                        | 電費             | 每度電$1至$1.3 （另需分擔公共地方電費）                                                                   |
| 競爭大，收費每月99元，100M 寛頻上網 | 上網費           | 單一公司壟斷，收費每月246元，3-6M 寬頻上網                                                                |
| 免七個月租金 電費津貼$3,600 免差餉三年 | 三年派糖         | 無免租 電費津貼無份 免差餉與租客無關                                                                      |